# Дом учёных ЦАГИ
Дом учёных ЦАГИ — учреждение культуры города Жуковский, место проведения научно-технических конференций, деловых встреч и торжественных мероприятий учёных ЦАГИ и других организаций, центр культуры и организации досуга жителей города Жуковский.

## Устройство
Зал на 291 место для проведения концертных программ и культурно-просветительных мероприятий, имеются звуковое и световое оборудование, концертный рояль, размеры сцены позволяют выступать крупным исполнительским коллективам;
Салон (фойе зала) для проведения презентаций, выставок, музыкальных, литературных и праздничных мероприятий, фуршетов (до 100 участников);
Гостинные, большая на 16 человек и малая на 8 человек, для проведения деловых переговоров, видеопросмотров и т. п.
Касса Дома учёных открыта ежедневно с 9.00 до 19.00
Работает группа лечебной физкультуры, лекторий, детский музыкально-литературный абонемент.

## История
Здание Дома учёных было заложено в 30-летний юбилей ЦАГИ — 1 декабря 1948 года (типовой проект, архитектор Зоя Брод), здесь предполагалось открыть кинозал на 300 мест. Открытие кинозала состоялось 30 декабря 1949 года.
Кинозал был преобразован в клуб «Родина», были открыты вокальный, драматический, танцевальный кружки, организованы духовой и народных инструментов оркестры. С открытием в декабре 1959 года городского Дворца культуры культурно-массовая работа была переведена туда.
В клубе «Родина» был открыт молодёжный центр, в перестроечные времена помещение находилось на консервации.
Дом учёных в здании бывшего кинотеатра «Родина» был открыт в марте 1995 года. Инициатором создания выступил директор ЦАГИ В. Я. Нейланд.
Эмблема Дома — птица Феникс, символ вечного возрождения, а девиз — «Побеждай любя…».
На сцене Дома учёных ЦАГИ выступали известные музыканты:
народный артист СССР Н. Петров, заслуженные артисты России А. Диев, А. Любимов, Т. Алиханов, В. Овчинников, победители конкурса им. П. И. Чайковского Н. Луганский и Д. Мацуев, лауреаты Международных конкурсов С. Тарасов, А. Гиндин, Д. Тетерин, Е. Мечетина, Виктория Муллова, зарубежные гости Ф. Кемпф, В. Галиндо; исполнительницы романсов А. Баянова и Е. Смольянинова; артисты Московских оперных театров: ГАБТ, имени Станиславского, Новая опера, Геликон опера; джазовые исполнители А. Козлов, А. Кузнецов, И. Бриль, Д. Крамер, Виктор Зинчук — «золотая гитара России».
Состоялись концерты исполнителей авторской песни — В. Берковского, А. Городницкого, А. Дольского, Ю. Кима, Н.Анисимова и других. Выступал исполнитель духовных стихов Андрей Котов,
Блистали на сцене Дома учёных Народный артист СССР Л. Дуров, Народные артисты России К. Райкин, Р. Карцев, И. Райхельгауз, народные артисты РСФСР Ж. Бичевская, В. Золотухин, С. Крючкова, заслуженный артист РСФСР Н. Варлей. Представляла свои моноспектакли Е. Камбурова.